# Filippo Inzaghi
Filippo „Pippo” Inzaghi, Ufficiale OMRI (pronunție în italiană [fiˈlippo inˈtsaɡi]; n. 9 august 1973, Piacenza, Italia) este un fotbalist italian retras din activitate, care a jucat pe post de atacant la echipe ca Milan, Piacenza și Juventus. Pe plan internațional, are prezențe la națională pentru Italia U21⁠(d) și Italia. După încheierea carierei, a devenit antrenor, și a antrenat, printre altele, Venezia, Benevento și Reggina.
Inzaghi a marcat ambele goluri din meciul câștigat cu 2-1, de AC Milan împotriva echipei FC Liverpool din finala Ligii Campionilor UEFA, ediția 2006-2007, care s-a desfășurat la Atena în Grecia.
Poreclit de către fanii clubului Milan canibalul, Inzaghi este cel mai bun marcator al clubului italian în cupele europene, cu 43 de goluri. De asemenea, deține recordul pentru cele mai multe hattrick-uri în Serie A, 10 la număr.
Este pe locul șase în clasamentul golgheterilor din cupele europene, cu 70 de reușite, fiind depășit de Cristiano Ronaldo, Lionel Messi, Robert Lewandowski, Raúl și Karim Benzema și al șaptelea cel mai bun marcator din prima ligă italiană, cu 313 goluri în meciuri oficiale.
A antrenat in sezoanele 2019 - 2021 echipa Benevento Calcio. A reușit promovarea acestei echipe in Serie A, însă în sezonul 2020-2021, echipa a retrogradat, din nou, in Serie B. In 2021 a devenit antrenorul echipei Brescia Calcio de la care a fost demis în martie 2022.

## Statistici carieră

### Club
La 13 mai 2013.
| Club             | Sezon            | Campionat | Campionat | Cupă | Cupă   | Europa1 | Europa1 | Altele2 | Altele2 | Total | Total  |
| Club             | Sezon            | Apps      | goluri    | Apps | goluri | Apps    | goluri  | Apps    | goluri  | Apps  | goluri |
| ---------------- | ---------------- | --------- | --------- | ---- | ------ | ------- | ------- | ------- | ------- | ----- | ------ |
| Piacenza         | 1991–92          | 2         | 0         | 1    | 0      | –       | –       | –       | –       | 3     | 0      |
| Leffe            | 1992–93          | 21        | 13        | 0    | 0      | –       | –       | –       | –       | 21    | 13     |
| Verona           | 1993–94          | 36        | 13        | 1    | 1      | –       | –       | –       | –       | 37    | 14     |
| Piacenza         | 1994–95          | 37        | 15        | 4    | 2      | –       | –       | –       | –       | 41    | 17     |
| Parma            | 1995–96          | 15        | 2         | 1    | 0      | 6       | 2       | –       | –       | 22    | 4      |
| Atalanta         | 1996–97          | 33        | 24        | 1    | 1      | –       | –       | –       | –       | 34    | 25     |
| Juventus         | 1997–98          | 31        | 18        | 4    | 1      | 10      | 6       | 1       | 2       | 46    | 27     |
| Juventus         | 1998–99          | 28        | 13        | 1    | 0      | 10      | 6       | 3       | 13      | 42    | 20     |
| Juventus         | 1999–2000        | 33        | 15        | 2    | 1      | 8       | 10      | –       | –       | 43    | 26     |
| Juventus         | 2000–01          | 28        | 11        | 0    | 0      | 6       | 5       | –       | –       | 34    | 16     |
| Juventus         | Juve totals      | 120       | 57        | 7    | 2      | 34      | 27      | 4       | 3       | 165   | 89     |
| Milan            | 2001–02          | 20        | 10        | 1    | 2      | 7       | 4       | –       | –       | 28    | 16     |
| Milan            | 2002–03          | 30        | 17        | 3    | 1      | 16      | 12      | –       | –       | 49    | 30     |
| Milan            | 2003–04          | 14        | 3         | 3    | 2      | 9       | 2       | 2       | 0       | 28    | 7      |
| Milan            | 2004–05          | 11        | 0         | 2    | 0      | 2       | 1       | –       | –       | 15    | 1      |
| Milan            | 2005–06          | 23        | 12        | 2    | 1      | 6       | 4       | –       | –       | 31    | 17     |
| Milan            | 2006–07          | 20        | 2         | 5    | 3      | 12      | 6       | –       | –       | 37    | 11     |
| Milan            | 2007–08          | 21        | 11        | 0    | 0      | 6       | 5       | 2       | 2       | 29    | 18     |
| Milan            | 2008–09          | 26        | 13        | 0    | 0      | 6       | 3       | –       | –       | 32    | 16     |
| Milan            | 2009–10          | 24        | 2         | 2    | 1      | 7       | 2       | –       | –       | 33    | 5      |
| Milan            | 2010–11          | 6         | 2         | 0    | 0      | 3       | 2       | –       | –       | 9     | 4      |
| Milan            | 2011–12          | 7         | 1         | 2    | 0      | 0       | 0       | –       | –       | 9     | 1      |
| Milan            | Total la Milan   | 202       | 73        | 20   | 10     | 74      | 41      | 4       | 2       | 300   | 126    |
| Total în carieră | Total în carieră | 466       | 197       | 35   | 16     | 114     | 70      | 8       | 5       | 623   | 288    |

1Include Cupa Cupelor UEFA, Liga Campionilor UEFA, Cupa UEFA, Supercupa Europei și Cupa UEFA Intertoto

2Include Supercoppa Italiana, Cupa Intercontinentală și Campionatul Mondial al Cluburilor FIFA

3Statistica include două meciuri și un gol în playoff-ul pentru calificarea în Cupa UEFA

### Națională
| Italia | Italia  | Italia |
| An     | Meciuri | Goluri |
| ------ | ------- | ------ |
| 1997   | 3       | 0      |
| 1998   | 6       | 3      |
| 1999   | 8       | 3      |
| 2000   | 11      | 5      |
| 2001   | 8       | 4      |
| 2002   | 8       | 0      |
| 2003   | 4       | 6      |
| 2004   | 0       | 0      |
| 2005   | 0       | 0      |
| 2006   | 5       | 2      |
| 2007   | 4       | 2      |
| Total  | 57      | 25     |

### Goluri date în competiții amicale/preliminare/finale
| #          | Data               | Stadion                  | Adversar             | Scor | Rezultat | Competiția                                             |
| ---------- | ------------------ | ------------------------ | -------------------- | ---- | -------- | ------------------------------------------------------ |
| 1, 2       | 18 octombrie 1998  | Salerno, Italia          | Spania               | 2–2  | Remiză   | Meci amical                                            |
| 3          | 16 decembrie 1998  | Roma, Italia             | World Stars          | 6–2  | Câștigat | Meci amical                                            |
| 4          | 27 martie 1999     | Copenhaga, Danemarca     | Danemarca            | 2–1  | Câștigat | Preliminariile Campionatului European de Fotbal 2000   |
| 5          | 31 martie 1999     | Ancona, Italia           | Belarus              | 1–1  | Remiză   | Preliminariile Campionatului European de Fotbal 2000   |
| 6          | 5 iunie 1999       | Bologna, Italia          | Țara Galilor         | 4–0  | Câștigat | Preliminariile Campionatului European de Fotbal 2000   |
| 7          | 11 iunie 2000      | Arnhem, Olanda           | Turcia               | 2–1  | Câștigat | Euro 2000                                              |
| 8          | 24 iunie 2000      | Bruxelles, Belgia        | România              | 2–0  | Câștigat | Euro 2000                                              |
| 9, 10      | 3 septembrie 2000  | Budapesta, Ungaria       | Ungaria              | 2–2  | Remiză   | Calificările pentru Campionatul Mondial de Fotbal 2002 |
| 11         | 7 octombrie 2000   | Milano, Italia           | România              | 3–0  | Câștigat | Calificările pentru Campionatul Mondial de Fotbal 2002 |
| 12, 13     | 24 martie 2001     | București, România       | România              | 2–0  | Câștigat | Calificările pentru Campionatul Mondial de Fotbal 2002 |
| 14, 15     | 28 martie 2001     | Trieste, Italia          | Lituania             | 4–0  | Câștigat | Calificările pentru Campionatul Mondial de Fotbal 2002 |
| 16, 17, 18 | 6 septembrie 2003  | Milan, Italia            | Țara Galilor         | 4–0  | Câștigat | Preliminariile Campionatului European de Fotbal 2004   |
| 19         | 10 septembrie 2003 | Belgrad, Serbia          | Serbia și Muntenegru | 1–1  | Remiză   | Preliminariile Campionatului European de Fotbal 2004   |
| 20, 21     | 11 octombrie 2003  | Reggio Calabria, Italia  | Azerbaidjan          | 4–0  | Câștigat | Preliminariile Campionatului European de Fotbal 2004   |
| 22         | 22 iunie 2006      | Hamburg, Germania        | Cehia                | 2–0  | Câștigat | Campionatul Mondial de Fotbal 2006                     |
| 23         | 2 septembrie 2006  | Napoli, Italia           | Lituania             | 1–1  | Remiză   | Preliminariile Campionatului European de Fotbal 2008   |
| 24, 25     | 2 iunie 2007       | Tórshavn, Insulele Feroe | Insulele Feroe       | 2–1  | Câștigat | Preliminariile Campionatului European de Fotbal 2008   |

## Palmares

### Club
Piacenza
- Serie B: 1994–95

Juventus
- Serie A: 1997–98
- Supercoppa Italiana: 1997
- Cupa UEFA Intertoto: 1999

Milan
- Serie A: 2003–04, 2010–11
- Coppa Italia: 2002–03
- Supercoppa Italiana: 2004, 2011

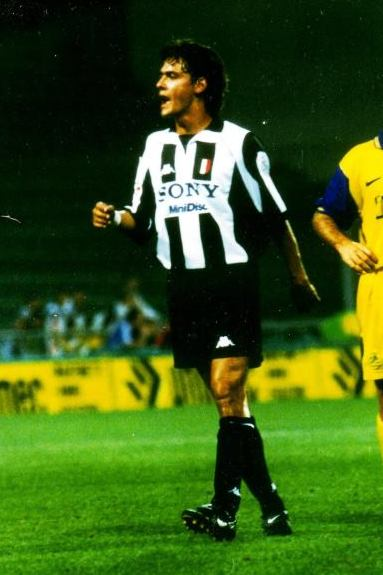
Filippo Inzaghi, 1997/98

- Liga Campionilor UEFA: 2002–03, 2006–07
- Supercupa Europei: 2003, 2007
- Campionatul Mondial al Cluburilor FIFA: 2007

### Națională
Italia
- Campionatul Mondial de Fotbal: 2006
- UEFA Euro Cup

Vicecampion: 2000
- Campionatul European Under-21: 1994

### Individual
- Serie A Young Footballer of the Year: 1997
- Serie A top scorer: 1996–97
- UEFA Champions League Final Man of the Match: 2007
- All time Italy's Top goal scorer under UEFA club competition records
- All time Milan's Top goal scorer in Europe
- Scirea Award 2007
- A.C. Milan Top Goalscorer (2002–03 Season)
- A.C. Milan Hall of Fame
- Niccolo Galli Memorial Award
- Grand Prix Sport And Communication Award
- Grand Gala Lifetime Achievement Award

#### Ordine
5th Class / Knight: Cavaliere Ordine al Merito della Repubblica Italiana: 2000
 Collar of Merit Sports: Collare d'Oro al Merito Sportivo: (2006)
 4th Class / Officer: Ufficiale Ordine al Merito della Repubblica Italiana: 2006